# Cerekiew (Mazovie)
Pour les articles homonymes, voir Cerekiew.
Cerekiew (prononciation : [t͡sɛˈrɛkʲɛf]) est un village polonais de la gmina de Zakrzew dans le powiat de Radom de la voïvodie de Mazovie dans le centre-est de la Pologne.
Il se situe à environ 6 kilomètres au sud-est de Zakrzew (siège de la gmina), 8 kilomètres à l'ouest de Radom (siège de le powiat) et à 89 kilomètres au sud de Varsovie (capitale de la Pologne).

## Histoire
De 1975 à 1998, le village appartenait administrativement à la voïvodie de Radom.